# Roland Asch
Roland Asch (ur. 12 października 1950 roku w Altingen) – niemiecki kierowca wyścigowy.

## Kariera
Asch rozpoczął karierę w międzynarodowych wyścigach samochodowych w 1984 roku od startów w Niemieckim Pucharze Volkswagen Polo oraz Deutsche Tourenwagen Masters. W DTM z dorobkiem ośmiu punktów został sklasyfikowany na 44 pozycji w klasyfikacji generalnej. W późniejszych latach Niemiec pojawiał się także w stawce Porsche 944 Turbo Cup, CASC Rothmans Porsche Turbo Cup, Porsche 944 Turbo Cup France, Trophee Porsche Turbo Cup, Niemieckiego Pucharu Porsche Carrera, FIA Touring Car World Cup, Deutsche Tourenwagen Cup, German Supertouring Championship, V8Star Germany, Porsche Supercup, 24h Nürburgring, European Touring Car Championship, Ferrari Challenge Europe, Toyo Tires 24H Series-A6, 24 Hours of Barcelona oraz ADAC GT Masters.